# Enllaç C-Pt
Els compostos d'organoplatí (o compostos orgànics del platí) són compostos químics que contenen un enllaç químic entre carboni (C) i platí (Pt) (enllaç C-Pt).
La química de l'organoplatí és la ciència corresponent que explora les propietats, l'estructura i la reactivitat d'aquests compostos, i l'estudi del platí com a catalitzador en reaccions orgàniques. Els compostos d'organoplatí existeixen en estat d'oxidació entre 0 i IV, amb l'estat d'oxidació II més abundant. L'ordre general de força d'enllaç és Pt-C (sp) > Pt-O > Pt-N > Pt-C (sp3). La química de l'organoplatí i l'organopal·ladi són similars, però els compostos d'organoplatí són més estables i, per tant, menys útils com a catalitzadors.

## Organoplatí(0)
La majoria dels compostos d'organoplatí(0) contenen lligands alquens i alquins. Els complexos carbonílics són rars i l'anàleg de Ni(CO)₄ és esquivant. Els lligands alquè i alquí serveixen com a donants de dos electrons, per exemple en els complexos (PPh₃)₂Pt(C₂H₄) i (PPh₃)₂Pt(C₂Ph₂). El lligand d'etilè a (PPh₃)₂Pt(C₂H₄) és làbil i intercanvia amb alquins i alquens electròfils, fins i tot C60 un ful·lerè.
Una ruta sintètica general a (PPh₃)₂Pt(un) (un = alquè, alquí) és la reducció del tetracloroplatinat de potassi amb hidròxid de potassi etanòlic o hidrazina en presència d'un lligand de fosfina com la trifenilfosfina i l'alquè o alquí. Aquestes reaccions es produeixen mitjançant la intermediació del cis-diclorobis(trifenilfosfina)platí(II). Els lligands basats en nitrogen sovint no admeten la formació de complexos de platí d'alquens i alquins.
Els complexos organoplatínics zerovalents que no tenen lligands de fosfina sovint es preparen mitjançant PtCl₂(COD).
Li₂C₈H₈ + PtCl₂(COD) + 3 C₇H10 → [Pt(C₇H10)₃] + 2 LiCl + C₈H₈ + C₈H₁₂
Pt(C₇H10)₃ + 2 COD → Pt(COD)₂ + 3 C₇H10
on C₇H10 és norbornè.

## Organoplatí(I)
Els compostos de platí(I) són poc comuns, però generalment són diamagnètics perquè tenen enllaços Pt-Pt. Un exemple és el dicatió [Pt₂(CO)₆]2+.

## Organoplatí(II)
Un compost d'organoplatí(II) històricament significatiu és la sal de Zeise, que s'obté a partir de l'etilè i el tetracloroplatinat de potassi:

Síntesi de la sal de Zeise

El complex de diolefines incolors dicloro(cicloocta-1,5-diè)platí(II) és un parent més modern i s'utilitza més àmpliament.

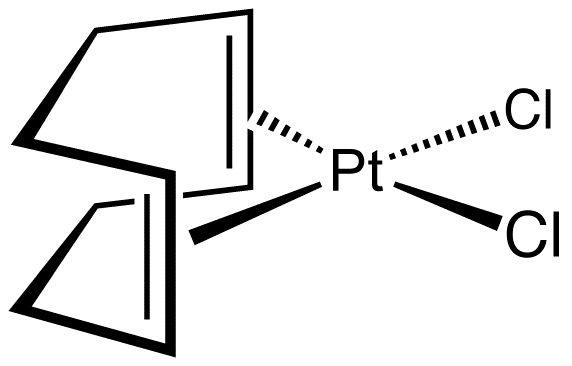
Dicloro(cicloocta-1,5-diè)platí(II)

L'estabilitat i la diversitat dels complexos d'alquens de platí(II) contrasta amb la raresa dels complexos d'alquens de níquel(II). Els complexos al·lílics de platí també són comuns. En contrast amb la química del níquel, on els compostos com CpNi(L)X són comuns, els ciclopentadienils derivats de platí(II) són rars, d'acord amb la reticència del platí(II) a convertir-se en pentacoordinats.
Els complexos d'alquil i aril de platí(II) sovint es preparen mitjançant l'addició oxidativa d'un halogenur d'alquil o halogenur d'aril a un precursor de Pt(0) com ara tetrakis(trifenilfosfina)platí(0) o Pt(C₂H₄)(PPh₃)₂. Alternativament, els clorurs de platí(II) són susceptibles a l'alquilació:
PtCl₂(SMe₂)₂ + 2 MeLi → PtMe₂(SMe₂)₂ + 2 LiCl
Els lligands de dimetilsulfur en PtMe₂(SMe₂)₂ poden ser desplaçats per altres lligands.
Molts complexos d'organoplatí(II) sorgeixen mitjançant l'ortometal·lació i els processos d'activació intramolecular C-H relacionats.

## Organoplatí(IV)
El primer compost organoplatí que s'ha sintetitzat mai va ser iodur de trimetilplatí a partir de clorur de platí(IV) i iodur de metilmagnesi, informat per Pope i Peachey el 1907. El compost adopta una estructura semblant a la cub amb quatre lligands de iodur de pont triple. El «tetrametilplatí» va ser reclamat l'any 1952 per Henry Gilman com a derivat d'aquest tetràmer, però més tard es va demostrar que aquesta afirmació era incorrecta (el «tetrametilplatí» va resultar ser[PtMe₃OH]₄). S'han caracteritzat les sals de[PtMe₆]2− i [PtMe₄]2−.

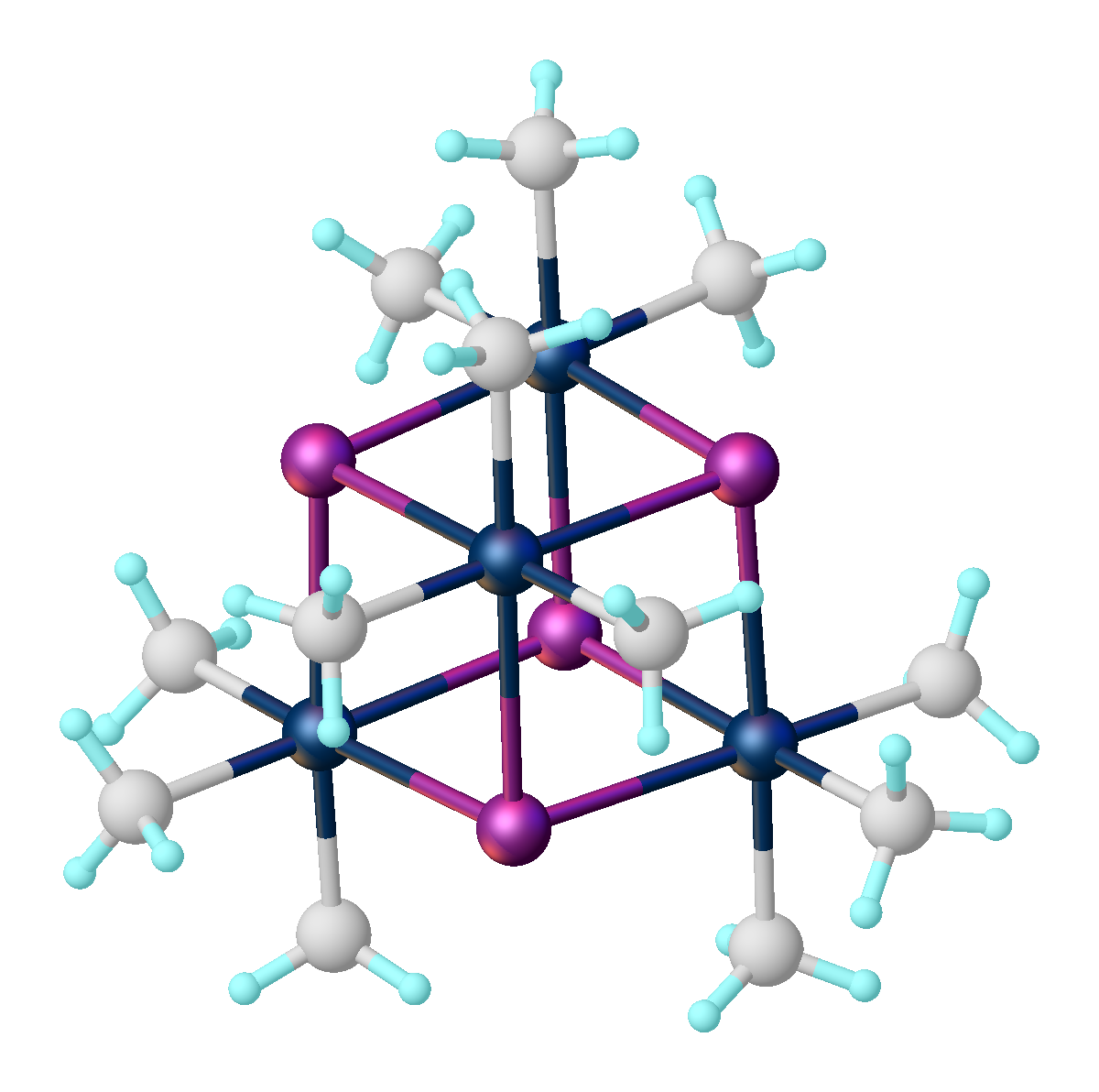
Estructura [Me3PtI]₄.

Els hidrurs d'organoplatí(IV) són rars. Els primers representants aïllats es van preparar a partir d'halogenurs d'organoestany o àcids amb compostos d'arilplatí(II) ortometalats. El compost Me(PEt₃)₂PtOTf reacciona de manera reversible amb l'àcid tríflic entre -60 i -80 °C, formant metà i (PEt₃)₂Pt(OTf)₂ a -20 °C. Els àcids febles sovint són suficients fins i tot amb aigua i alcohol i en l'activació de l'enllaç C-H la font de protons és un alcà.

## Catàlisi
Els catalitzadors heterogenis basats en platí tenen un paper important en la indústria petroquímica i se suposa que aquestes reaccions útils es produeixen mitjançant intermedis d'organoplatí units a la superfície. Els catalitzadors homogenis basats en platí són més ben definits però menys significatius comercialment.

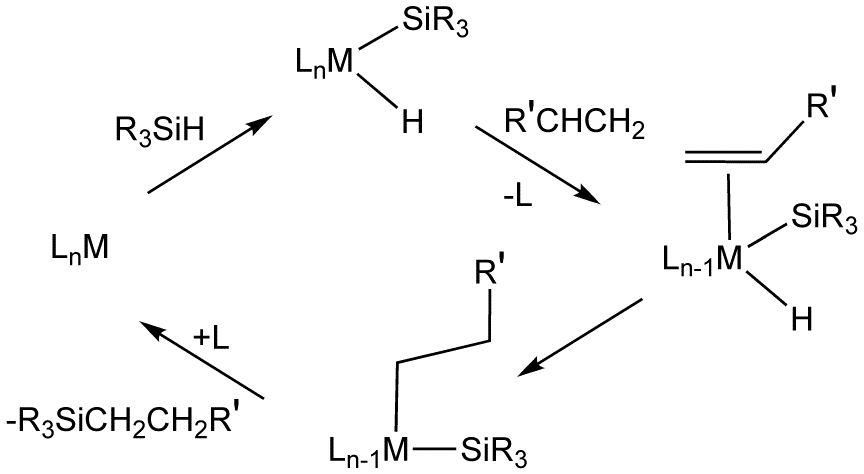
Mecanisme idealitzat per a la hidrosililació d'un alquè catalitzada per metalls

Per a la hidrosililació, H₂PtCl₆ (catalitzador de Speier) és un catalitzador important. Els mecanismes d'aquest sistema catalític solen assumir intermedis que contenen hidrur, lligand silil (R₃Si) i lligands alquens. El cis-diclorobis(dietilsulfur)platí(II) i el catalitzador de Karstedt (adducte de diviniltetrametildisiloxà i àcid cloroplatínic) també catalitzen la hidrosililació. Molts metal·lodendrímers tenen unitats repetitives basades en compostos d'organoplatí.

### Temes de recerca
Els compostos d'organoplatí estan implicats en el sistema de Shilov per a la conversió de metà en clorur de metil. S'han fet esforços intensos, fins ara sense èxit, per estendre aquesta reactivitat a mètodes pràctics per a la funcionalització del metà. Per exemple, els complexos de platí de la bipirimidina catalitzen la conversió de metà, oxigen i triòxid de sofre en bisulfat de metil.